# Und die Geigen verstummen
Und die Geigen verstummen ist ein Film von Alexander Ramati aus dem Jahr 1988. Das historische Drama basiert auf der wahren Lebensgeschichte einer Gruppe von Roma, die während dem Porajmos vor der Verfolgung durch die deutschen Besetzer von Polen nach Ungarn flohen.

## Handlung
Der Film beginnt 1942 in Warschau, wo Dymitr Mirga deutsche Offiziere in einem Nachtklub durch sein Geigenspiel unterhält. Nach seiner Rückkehr in seine Wohnung hört er von einem Cousin, dass die Nazis begonnen haben, Roma („Zigeuner“) zu deportieren. Um der drohenden Verhaftung in Warschau zu entgehen, beschließt Dymitr, mit seiner Frau Wala und seinem Sohn Roman zu fliehen.
Sie reisen nach Brest-Litovsk, wo sich die Familie einer Gruppe anderer Roma anschließt. Hier entspinnt sich ein Liebesdreieck zwischen Roman, Zoya und dem Sohn des lokalen Communityführers. Auf Druck von Dymitr hin reist die Gruppe weiter Richtung Ungarn und wird dabei von den Nationalsozialisten verfolgt, wodurch sie zersplittert und einige Mitglieder getötet werden. Schließlich finden sie in Ungarn eine sichere Unterkunft.
Als die Nazis im März 1944 in Ungarn einmarschieren, flieht die Gruppe erneut, wird gefangen genommen und nach Auschwitz gebracht. Nur Roman, eine Schwester und ein Freund überleben das Todeslager und können fliehen.
Josef Mengele experimentiert an Kindern aus der Gruppe. Dabei wird unter anderem Mengeles grausames Experiment zum Verändern der Augenfarbe von Zwillingen gezeigt. In der Schlussszene spielt Dymitr die Violine, während Mitglieder der Sippe langsam zur Gaskammer eskortiert werden, in der Gruppe ist seine Ehefrau. Das Hin-und-Her-Schneiden zwischen Ehemann und Ehefrau endet mit einem Shot, in dem Wala Lebewohl winkt, und einem, in dem Dymitr Tränen zurückhält und weiterspielt.
Im Epilog des Filmes fahren drei Kutschen in Richtung Sonnenuntergang, während der Erzähler angibt, dass eine halbe Million Roma und Sinti im Holocaust verstorben sind, aber es (zum Zeitpunkt der Filmproduktion) keinerlei Entschädigungen für die Angehörigen gab. Roma seien rund 40 Jahre nach ihrem „vergessenen Holocaust“ noch immer benachteiligt.

## Produktion
Regisseur Alexander Ramati hatte 1986 einen gleichnamigen Roman veröffentlicht, der die Vorlage für den Film darstellte. Für die Rolle der Wala castete er seine Ehefrau Didi.
Der Film wurde in Łańcut, Łódź und Kraków gedreht. 1988 wurde er in Polen unter dem Titel I skrzypce przestały grać und in den Vereinigten Staaten als And the Violins Stopped Playing in den Kinos veröffentlicht. Im deutschsprachigen Raum wurde er als TV-Zweiteiler veröffentlicht. In Österreich erfolgte die Erstausstrahlung am 3. und 4. Mai 1995 auf ORF 1.

## Rezeption
Das Historical Dictionary of Holocaust Cinema hebt den Soundtrack und die Cinematographie des Filmes hervor. „Vom Lagerfeuer beleuchtete Nachtszenen“ und „kunstvolle Kompositionen“ würden eine Roma-Lebenswelt wie aus „einem Liebesroman des 19. Jahrhunderts“ zum Leben erwecken. Die Gefahren, die zunehmend die Romantik verdrängen, erzeugten die Spannung eines klassischen Filmes mit Fluchtthematik. Die in Auschwitz spielende zweite Hälfte des Filmes entfalte sich wie ein Albtraum. James Travers nennt Und die Geigen verstummen einen „zutiefst bewegenden Film“. Er lobt, dass nicht davor zurückgeschreckt werde, die Gräuel des Holocaust wie Mengeles Experimente an Kindern zu zeigen.
Horst Buchholz erhielt für seine Darstellung des Dymitr Mirga die Ehrenmitgliedschaft des Kulturverein österreichischer Roma.